# Venus (Kino)

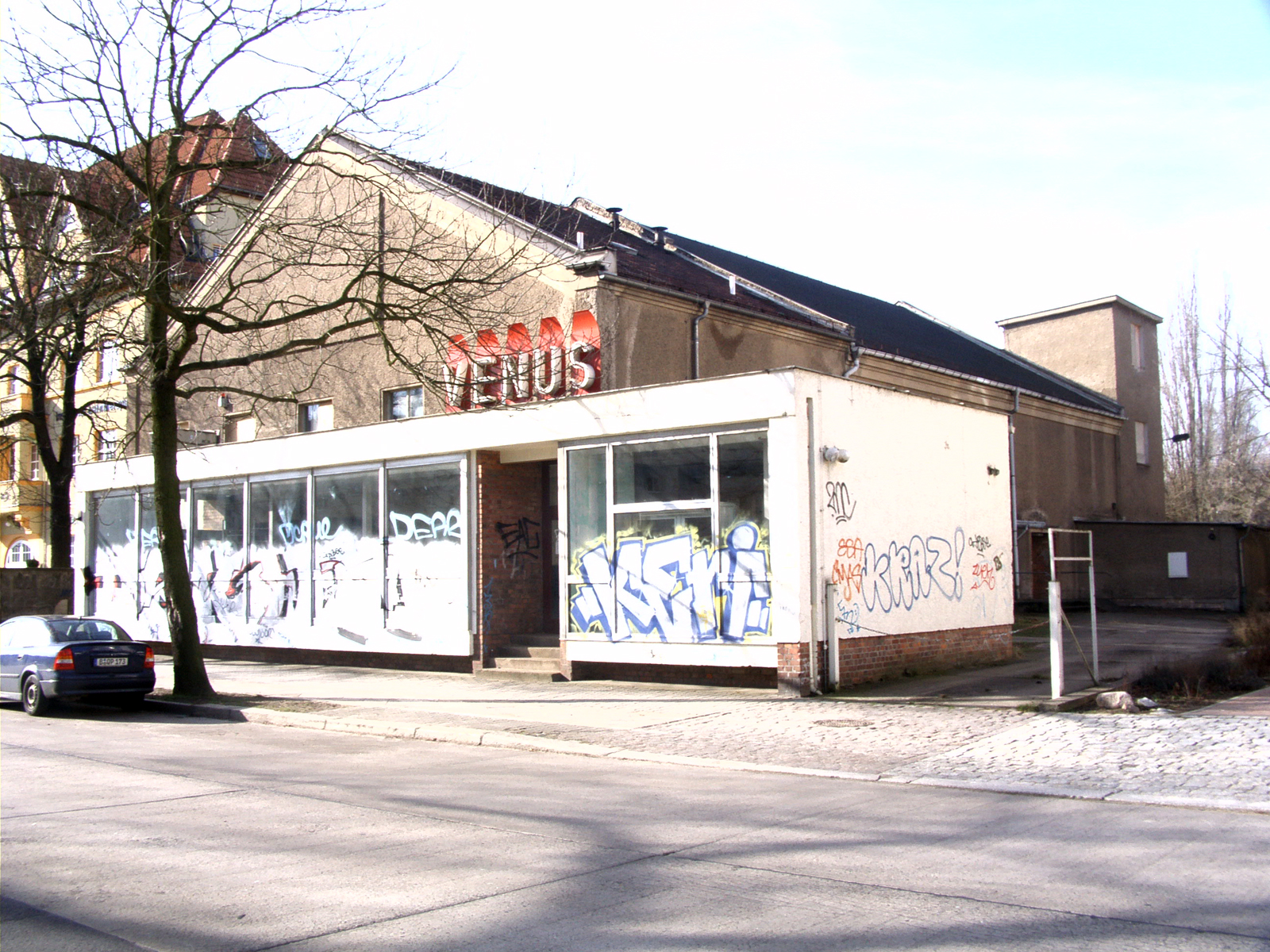
Ehemaliges Kino Venus
im Jahr 2007

Das Kino Venus war ein Filmtheater im Villenviertel am Orankesee im Berliner Ortsteil Alt-Hohenschönhausen, Degnerstraße 9. Es bestand als Vorführeinrichtung von 1947 bis zum Jahr 2004.

## Geschichte

### Das Gebäude

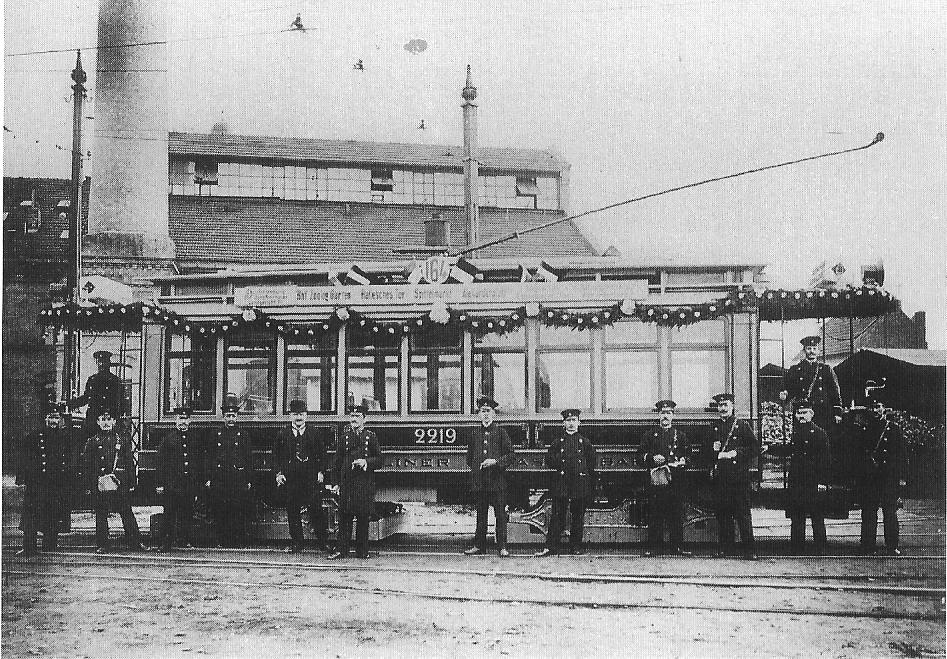
Eine Bahn der Großen Berliner Straßenbahn vor dem Depotgebäude in der Degnerstraße anno 1911

In der Degnerstraße nahe der Berliner Straße (ab 1985 Konrad-Wolf-Straße) wurde Ende des 19. Jahrhunderts ein Depot für die Nordöstliche Berliner Vorortbahn errichtet. Die Endstellen dieser „Elektrischen“ befanden sich in Alt-Berlin auf heutiger Höhe der Büschingstraße und in Hohenschönhausen vor der Dorfschule. Neben der Wagenhalle standen außerdem ein Verwaltungsgebäude der Bahn und ein Elektrizitätswerk zur Stromversorgung.
Bis 1929 wurde das Gebäude in seiner ursprünglichen Funktion genutzt, danach pachtete es der Unternehmer Carl Bresin und richtete eine Nährmittelfabrik in der Halle ein. Die Fabrik blieb bis zum Zweiten Weltkrieg bestehen. Bei Bombenabwürfen der Alliierten 1942/1943 wurde die Halle stark beschädigt und konnte nicht mehr genutzt werden.

### Eröffnung eines Kinos
Kurze Zeit nach dem Krieg kauften Anna und Georg Reichardt die Ruine, bauten sie mit Trümmerschutt wieder auf und richteten darin das Kino Uhu mit 586 Sitzplätzen ein, später als Uhu Filmbühne bezeichnet. Den Namen verdankt die Einrichtung einem solchen Nachtvogel, der während der Wiederaufbauarbeiten in dem ehemaligen Depot nistete. 1959 mussten die Reichardts aufgrund der Verstaatlichungsmaßnahmen das Kino an den Berliner Magistrat verkaufen. Dieser benannte das Filmtheater 1966 nach einem größeren Umbau und technischer Modernisierung in Kino Venus um. In der Berliner Zeitung von 1966 findet sich folgende Beschreibung:

„Das alte Vogelnamen-Kino mausert sich zu einem modernen Filmpalast, bald „Venus“ genannt. Ab 1. September flimmert es nach zehn Monaten Umbauzeit wieder auf der Leinwand dieses kleinen Lichtspielhauses in der Degnerstraße. Kürzlich zeigte uns der Direktor des VEB Berliner Filmtheater Kiehl das bald fertige Kino. – Das ehemalige „Briefmarkenformat“ der weißen Wand gibt es nicht mehr. Die neue Projektionsfläche ist 3,76 m hoch und 9,65 m breit. Die technisch-einwandfreie Belüftung sorgt für guten Ozon. Ein geräumiges Foyer und die weitläufige Kassenhalle wurden angebaut. Der stark ansteigende Zuschauerraum garantiert gute Sicht von allen Plätzen. Die 14 Stuhlreihen aus goldbraunen Klappstühlen stehen in einem mit Edelholz getäfelten Raum, der von der Bühne durch einen roten Plüschvorhang getrennt ist. – Mit Lebende Ware, einem DEFA-Totalvisionsfilm, wird das neue Filmtheater eröffnet. Aus „Uhu“ wird eine „Venus“.“

Planungen, wie etwa die Sanierung der Fassade, wurden in der Folge nicht umgesetzt.
In den 1970er und 1980er Jahren befand sich in diesem Kino auch die zweite Spielstätte des Berliner Kabaretts Die Distel, deren Vorstellungen zu damaliger Zeit annähernd immer ausverkauft waren.
Im Jahr 1979 gelangte das Kino in die Verantwortung der Bezirksfilmdirektion (BFD) Berlin, die die Anzahl der Plätze durch Vergrößerung der Reihenabstände auf 337 Sitze verringern ließ. Nach der Wende wurde die Einrichtung jedoch wieder privatisiert. Als neue Besitzer fanden sich die Peter H. Vollmann Filmtheaterbetriebe, die weitere Kinos in Berliner Ortsteilen unterhalten. Die Spielstätte war einige Jahre das einzige Filmtheater im gesamten damaligen Bezirk Hohenschönhausen. Im Jahr 1998, inzwischen war die Einrichtung weiterverkauft worden, bekam sie Konkurrenz durch das Cinemaxx-Multiplexkino am S-Bahnhof Hohenschönhausen; das Venus schloss am 1. August 1998. Für einen zweiten Anlauf veranlasste der Kinobesitzer eine Unterteilung in zwei Abspielstätten, Venus 1 und Venus 2 mit 295 (der ehemalige Kinosaal) und 48 Sitzplätzen (der ehemalige Distel-Saal). Im Jahr 2004 musste der Betreiber wegen wirtschaftlicher Schwierigkeiten und der inzwischen veralteten Technik endgültig schließen. Der vordere an der Straße gelegene Anbau (frühere Kassenhalle) diente noch einige Zeit als gelegentlicher Kulturtreff. Seitdem steht das Gebäude leer.
Am Gebäude befindet sich eine Tafel zur Erinnerung an die erste Straßenbahn nach Hohenschönhausen.

### Umnutzung
Der Stadtplanungsamtsleiter des zuständigen Bezirks Lichtenberg zeigte sich bereits 2004 interessiert an einem Verkauf oder einer generellen neuen Nutzung oder sogar eines Abrisses, er sagte: „Es wäre zwar schön, wenn es beim Kino bliebe, aber wir können uns auch andere Nutzungen oder nach Abriss einen Neubau vorstellen.“ Nachdem der Liegenschaftsfonds das Gebäude für rund 260.000 Euro an den Investor Elan Technologie Berlin GmbH verkauft hatte, wurden im Sommer 2007 der „Venus“-Schriftzug und die Fenster und Kassenhäuschen im Foyer entfernt. Danach wurden neue Fenster eingesetzt und ein Zettel ausgehängt, wonach im Vorraum ein Café und im übrigen Teil Büros und Loftwohnungen entstehen sollten. Der große Saal sollte der Entwicklung eines City-Hybrid-Fahrzeugs dienen. Es erfolgten auch kleinere Umbauarbeiten, doch die geplante Neunutzung kam nicht zustande (Stand Juli 2016).
Laut der Internetdarstellung northdata hat der Käufer im Jahr 2012 Insolvenz angemeldet und wurde im Jahr 2018 aus dem Amtsregister gelöscht.
2023 wurden das Gebäude grundlegend saniert und modernisiert, wobei die verschiedenen Räumlichkeiten in Wohnungen und Gewerberäume umfunktioniert wurden (Stand August 2023).

## Beschreibung
Die Grundfläche des einstöckigen Gebäudes mit Pultdach, das quer zur Straße steht, beträgt 29 m mal 18,5 m, hinzu kommt der gläserne Foyeranbau mit etwa 24 m Länge und rund 4 m Breite. Die Fassaden sind grau verputzt.
Der Charakter einer Werkhalle ist dem Gebäude weitestgehend erhalten geblieben, zu erkennen unter anderem an den fünf Fenstern hinter dem Anbau. An der nördlichen Seite gibt es einen behindertengerechten Zugang.
Das Kino Venus hatte zuletzt einen großen Zuschauersaal mit 295 Sitzplätzen und einen kleinen Saal mit 48 Plätzen.